# Université William Booth
 (avril 2021).
Si vous disposez d'ouvrages ou d'articles de référence ou si vous connaissez des sites web de qualité traitant du thème abordé ici, merci de compléter l'article en donnant les références utiles à sa vérifiabilité et en les liant à la section « Notes et références ».
L’université William Booth, en sigle UWB, est une université située  dans la commune de la Gombe à Kinshasa, en république démocratique du Congo. Elle dispose de 7 facultés et d'un institut supérieur autonome jouissant cependant du même encadrement.
Elle est dirigée par le recteur Roger Bimwala après avoir été dirigée par Gaston Mpiutu.
Sa devise est « la dignité, l'honneur et l'excellence ».

## Facultés
L'université William Booth fonctionne actuellement avec sept facultés en vacation jour et quatre soir ainsi que deux institutions de formations continues :
- Faculté de Médecine
- Faculté des Sciences Informatiques
- Faculté de Droit
- Faculté des Sciences Économiques et de Gestion
- Faculté des Sciences Commerciales et Financières
- Faculté des Sciences de l'Informatique et de la Communication.

Ainsi que deux autres institutions instituts à savoir : l'Institut facultaire de management public (IFMP) et l’École de Hautes Études comptables (EHEC).

### Faculté de médecine
- Bio-médicale
- Dentisterie

### Faculté de droit
- Droit public
- Droit privé et judiciaire
- Droit économique et social

### Faculté des sciences économiques et de gestion
- Économie pure :
  - Économie monétaire et internationale (EMI)
- Économie appliquée :
  - Gestion financière et marketing

### Faculté des sciences commerciales et financières
- Fiscalité et comptabilité
- Assurances et banques

### Faculté des sciences informatiques
- Informatique de gestion
- Réseaux et techniques de maintenance

### Faculté de théologie
- Théologie pastorale
- École de formation pour officiers de l'Armée du salut

### Faculté des Sciences de l'informatique et de la communication
- Journalisme
- Communication des organisations
- Communication Sociale

## Institut Supérieur des Sciences Médicales (ISSM/UWB)
Cet Alma Mater spécialisé dans la formation du personnel médical fonctionne actuellement avec un cycle complet à savoir :
- Graduat :
  - Accoucheuse
  - Hospitalière
- Licence
  - Hospitalière
  - Santé Communautaire

## Institut facultaire de management public et électoral (IFMPE)
L'IFMPE offre un cycle de formation en management public sanctionné par un diplôme de Master. Cette formation se déroule en 2 années avec huit cours semestriels à caractères managérial, juridique et politique et à la rédaction d'un mémoire à soutenir devant un jury. L'admission à cet institut est réservée  aux porteurs d'un diplôme universitaire de licence ou d'un titre jugé équivalent par la commission des études. Cet institut est aujourd'hui coordonné par Monsieur DJUNGA JOSEPH TONY qui est lui-même expert en management public. Une réforme sérieuse est en train de s'implanter sous l'impulsion du Recteur de l'Université. 

## École des hautes études comptables (EHEC)
L'UWB a créé en son sein une école de formation des agents de maitrise et des cadres dénommée "École des Hautes Études Comptables" proposant un programme de formation et de revisorat comptable (fiscalité, finance, comptabilité, audit, marketing).

## Gestion académique
Elle supervise les activités telles que :
1. L'Apparitorat
2. Les Services Académiques
3. La Bibliothèque

## Infrastructures
- Auditoires spécieux
- Salle Polyvalente Commissaire BIMWALA
- Centre d'accueil salutiste (CASAL)
- Laboratoire informatique
- Laboratoire d'analyse médicale
- Centre sportif
- Studios de radio et de télévision